# تفكك الاتحاد السوفيتي
كان تفكك الاتحاد السوفيتي إشارة لانتهاء الوجود القانوني لدولة اتحاد الجمهوريات السوفيتية الاشتراكية. وقد حدث ذلك التفكك في 26 ديسمبر 1991. عقب إصدار مجلس السوفييت الأعلى للاتحاد السوفيتي الإعلان رقم (H-142) والذي أُعلِن فيه الاعتراف باستقلال الجمهوريات السوفيتية السابقة، وإنشاء رابطة الدول المستقلة لتحل محل الاتحاد السوفيتي.
قبل يوم من ذلك الإعلان. وفي 25 ديسمبر 1991 قام الرئيس الأخير للاتحاد السوفيتي والحاكم الثامن له منذ إنشائه، ميخائيل غورباتشوف بإعلان استقالته في خطاب وجهه إلى الشعب السوفيتي عبر التلفزيون الرسمي للاتحاد السوفيتي.و أشار في الخطاب إلى أن مكتب رئيس اتحاد الجمهوريات السوفيتية الاشتراكية قد أُلْغِي. وأعلن تسليم كافة سلطاته الدستورية بما فيها السلطة على الأسلحة النووية الروسية، إلى الرئيس الروسي بوريس يلتسن.
عقب خطابه ذاك غادر غورباتشوف مبنى الكرملين تحت جنح الظلام. وفي 07:32 مساءً بتوقيت موسكو، تم إنزال علم الاتحاد السوفيتي الأحمر عن مبنى الكرملين للمرة الأخيرة في التاريخ. ورُفِع محله علم روسيا ثلاثي الألوان.
قبل الحل الرسمي للاتحاد، وخلال الفترة أغسطس 1991 إلى ديسمبر 1991، جميع الجمهوريات المكونة للاتحاد، بما فيها روسيا نفسها، أعلنت انفصالها عن الاتحاد بشكل فردي. وقبل أسبوع من الحل الرسمي للاتحاد، اجتمع ممثلو 11 دولة مكونة للاتحاد السوفيتي -باستثناء دول البلطيق وجورجيا- ووقعوا بروتوكول ألما آتا الذي تم فيه إنشاء رابطة الدول المستقلة. وأعلن البروتوكول صراحة حل اتحاد الجمهوريات الاشتراكية السوفيتية وأشار إلى أن الاتحاد السوفيتي لم يعد موجوداً قانونياً كدولة.
على الصعيد الدولي مَثّل تفكك الاتحاد السوفيتي نهاية الحرب الباردة. حيث ساعدت ثورات عام 1989 إضافة إلى تفكك الاتحاد على نهاية العداء المستمر منذ عقود بين منظمة حلف شمال الأطلسي (الناتو) وحلف وارسو، والذي كان السمة المميزة للحرب الباردة.
أمّا على الصعيد الداخلي للدول السوفيتية السابقة فقد احتفظت الجمهوريات السوفيتية السابقة بعلاقات وثيقة مع الاتحاد الروسي الذي يمثل الخليفة السياسية للاتحاد. وشكّلت روسيا والجمهوريات السوفيتية السابقة العديد من المنظمات التعاونية مثل المجموعة الاقتصادية الأوروآسيوية، والدولة الاتحادية بين روسيا وبيلاروسيا، والاتحاد الجمركي الأوراسي، والمجموعة الاقتصادية الأوروآسيوية لتعزيز التعاون الاقتصادي والأمني. كما تحاول بعض دول الاتحاد السوفيتي السابقة الانضمام إلى حلف شمال الأطلسي، لتعزيز الاستقلال العسكري والاقتصادي من روسيا.

## حال الاتحاد عام 1985

### موسكو. وصول ميخائيل غورباتشوف إلى السلطة

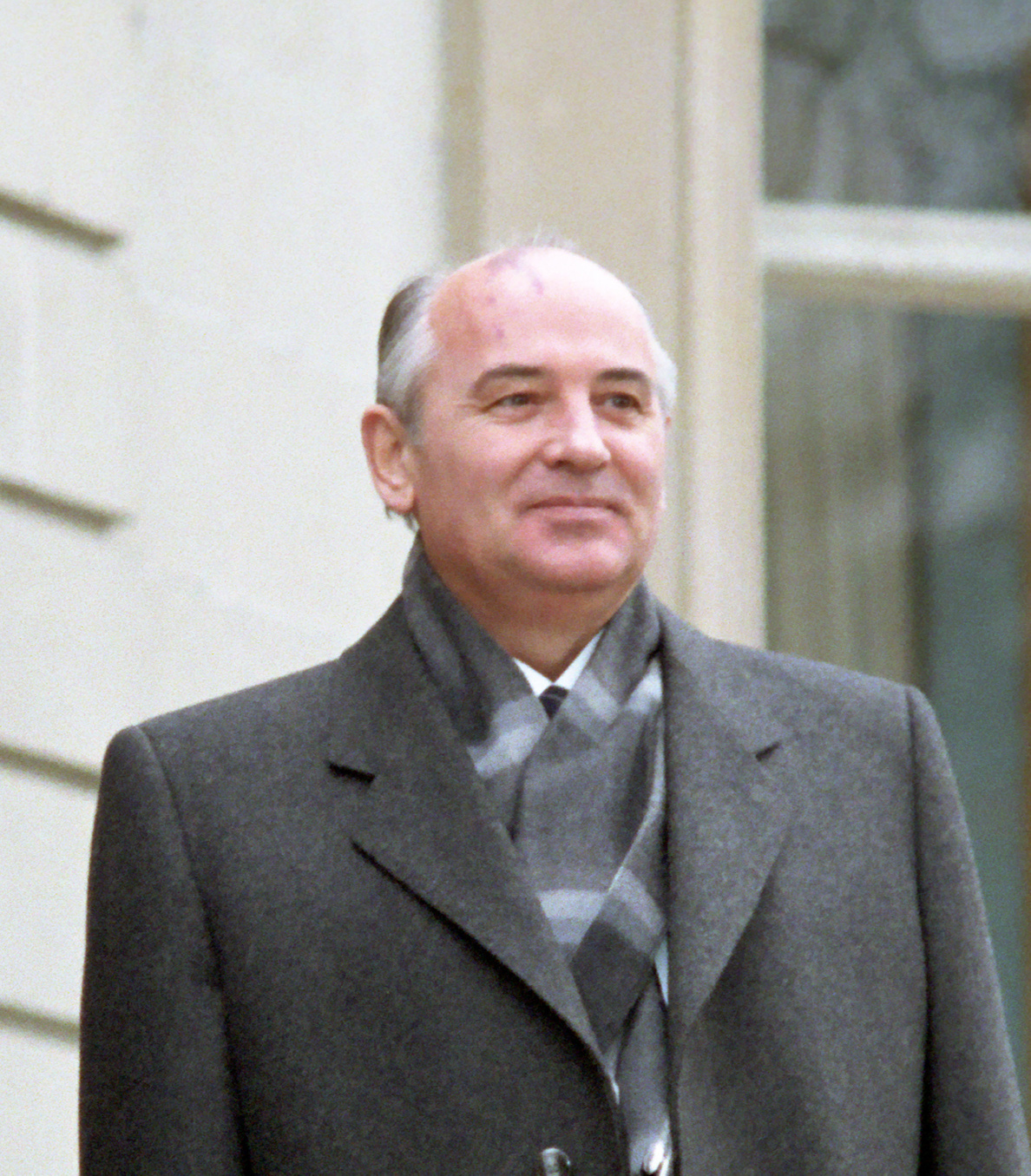
مخائيل غورباتشوف عام 1985

انتخب ميخائيل غورباتشوف أمينا عاما للحزب الشيوعي السوفيتي من قبل المكتب السياسي في اللجنة المركزية للحزب الشيوعي السوفيتي في 11 مارس 1985، وذلك بعد ثلاث ساعات فقط من وفاة سلفه قسطنطين تشيرنينكو في سن 74. غورباتشوف، كان أصغر عضو في المكتب السياسي سنًا، حيث كان في الرابعة والخمسين وقت انتخابه، وقد وضع غورباتشوف مهمة إنعاش الاقتصاد السوفيتي كهدف أول لسياسته، وأدرك على الفور أن إنعاش الاقتصاد يتطلب إصلاح الهياكل السياسية والاجتماعية الأساسية. وبدأ إصلاحاته بتغيير كبار المسؤولين الباقين في السلطة منذ عهد بريجنيف، حيث رأى غورباتشوف أن بقاء هؤلاء في مناصبهم سيؤدي إلى عرقلة إصلاحاته السياسية والاقتصادية. في 23 أبريل 1985، عيّن غورباتشوف اثنين من حاشيته، ايجور ليغاتشيف ونيكولاي ريجكوف، في المكتب السياسي للجنة المركزية بصفتهم أعضاء كاملي العضوية. كما قام بخطوة أخرى لضمان عدم وقوف الاستخبارات والجيش ضد إصلاحاته. فعزز من صلاحيات رئيس كي جي بي فيكتور تشيبراكوف ومنحه العضوية الكاملة في المكتب السياسي. في حين عيّن وزير الدفاع المشير سيرجي سوكولوف كمرشح لعضوية المكتب السياسي.
في مايو 1985، ألقى غورباتشوف كلمة في لينينغراد دعا فيها إلى إجراء الإصلاحات وإلى دعمها. كما أعلن عن حملة مكافحة الكحول لمعالجة إدمان الكحول على نطاق واسع. حيث تم رفع أسعار الفودكا والنبيذ والبيرة، وتم تقييد مبيعاتها. ولكن هذه الحملة وجهت ضربة عنيفة لميزانية الدولة، حيث فقدت الميزانية ما يقرب من 100 مليار روبل وفقًا لالكسندر ياكوفليف رئيس دائرة الدعاية في اللجنة المركزية، كما انتقل نشاط الكثير من منتجي الكحول ومسوقيها إلى السوق السوداء. وعلى الرغم من أن الإصلاحات كان من المفترض أن تميل نحو اشتراكية السوق إلا أن هذه الحملة كان لدعم الاقتصاد القائم على التخطيط المركزي.
في 1 يوليو 1985، قام غورباتشوف بمنح إدوارد شيفردنادزه، الأمين الأول للحزب الشيوعي الجورجي، العضوية الكاملة في المكتب السياسي للجنة المركزية، وفي اليوم التالي عينه وزيراً للخارجية خلفاً لأندريه جروميكو والذي خدم لمدة 28 عاما وزيراً للشؤون الخارجية للاتحاد السوفيتي. وقام غورباتشوف بتعيين غروميكو في منصب شرفي إلى حد كبير حيث عينه رئيس هيئة رئاسة مجلس السوفييت الأعلى (رسميًا رئيس الدولة)، لأنه كان يعتبر «المفكر القديم». وفي 1 يوليو، سنحت الفرصة لغورباتشوف للتخلص من منافسه الرئيسي على زعامة الحزب غريغوري رومانوف والذي سبق ونافسه على الأمانة العامة عقب وفاة تشيرننكو. ففي أوائل يوليو نجح غورباتشوف في إعفاء رومانوف من عضوية المكتب السياسي، وبعدها قام غورباتشوف بتعين بوريس يلتسين وليف زياكوف في سكرتارية اللجنة المركزية للحزب الشيوعي.
استمر غورباتشوف في عملية إزالة القادة كبار السن واستبدالهم بقادة شبان نشيطين في مختلف المواقع الحكومية. وذلك في خطوة منه لتحديث الجهاز الحكومي والإداري للدولة. ففي 27 سبتمبر قام غورباتشوف باعفاء نيكولاي تيخونوف البالغ من العمر 79 من منصبه كرئيس لمجلس الوزراء وعين محله نيكولاي ريجيكوف، وفي 14 أكتوبر أقال نيكولاي بياباكوف من رئاسة هيئة تخطيط الدولة ومنح رئاستها إلى نيكولاي تاليازين. وفي 15 نوفمبر خلال اجتماع اللجنة المركزية أعلن تيخونوف تقاعده من المكتب السياسي، وأصبح تاليازين مرشحاً لعضوية المكتب. وأجرى غورباتشوف الإصلاح الأخير في عام 1985 في 23 ديسمبر، حيث قام غورباتشوف بتعيين بوريس يلتسن كسكرتير أول للحزب الشيوعي في موسكو بدلاً من فيكتور غريشين.

## حال الاتحاد عام 1986

### أندريه ساخاروف
استمر غورباتشوف بإصلاحاته وفقاً للسياسات الجديدة التي وضعها. ففي 23 ديسمبر 1986، اتصل غورباتشوف بنفسه بالمعارض السوفيتي الأبرز، أندريه ساخاروف، وأبلغه بأن بإمكانه العودة إلى موسكو، وأن المنفى الداخلي الإجباري والإقامة الجبرية الذي فرضته السلطات عليه قد انتهت. وبالفعل عاد ساخاروف إلى موسكو بعد فترة قصيرة من تلك المكالمة.

### جمهوريات البلطيق
حاولت جمهوريات البلطيق التي تم ضمها إلى الاتحاد السوفيتي بالقوة عام 1944، استعادة استقلالها وضغطت على موسكو لأجل الحصول عليه وذلك منذ تولي غورباتشوف لمنصبه. تحولت المحاولات لاحقًا إلى تحركات ممنهجة كانت بدايتها في إستونيا التي أقر مجلسها التشريعي في نوفمبر 1988 سلسلة قوانين تحد من سيطرة الحكومة المركزية وتقاوم قراراتها.

### هلسنكي 86
في يوليو 1986 قام ثلاثة عمال بتأسيس منظمة للدفاع عن حقوق الإنسان حملت الاسم اللاتيفي (Cilvēktiesību aizstāvības grupa) والتي تعني بالعربية مجموعة الدفاع عن حقوق الإنسان. وذلك في ميناء مدينة ليباجا اللاتفيية. أما اسم هلسنكي فقد استمد من اتفاقيات حقوق الإنسان الموقعة سابقاً في هلسنكي.
كانت هلسنكي 86 أول مجموعة منظمة تجاهر بالعداء نحو الشيوعية والاتحاد السوفيتي. وأصبحت المعارضة المنظمة الأولى ضد الاتحاد السوفيتي، لاحقا معظم الحركات المنادية بالإستقلال أو المعارضة للاتحاد السوفيتي، اتخذت من هذه الحركة قدوة لها في أعمالها.
في الساعات الأولى لصباح 26 ديسمبر 1986. شهدت العاصمة اللاتيفية ريغا مصادمات بين الشرطة ومتظاهرين تجمعوا عفويًا بعد حفل لموسيقى الروك، حيث تجمع حوالي شاب 300 من الطبقة العاملة في ساحة كاتدرائية ميدان ريغا ثم ساروا في شارع لينين وتوجهوا نحو نصب الحرية في ريغا، وهم يهتفون «اخرجي يا روسيا السوفيتية ! لاتيفيا حرة !» واجهت قوات الأمن المتظاهرين، وحصلت اشتباكات بسيطة حيث قام المتظاهرين بقلب عدد من سيارات الشرطة.

## مخطط الأحداث

### 1988

#### موسكو تفقد السيطرة
في عام 1988، بدأ غورباتشوف يفقد السيطرة على منطقتين من الاتحاد السوفيتي، حيث كانت جمهوريات البلطيق تميل نحو الاستقلال، واتجه القوقاز إلى العنف والحرب الأهلية.
في الأول من يوليو عام 1988، وهو اليوم الرابع والأخير من المؤتمر التاسع عشر للحزب، حصل غورباتشوف على دعم المندوبين المتعبين لاقتراحه في اللحظة الأخيرة إنشاء هيئة تشريعية عليا جديدة تسمى مجلس نواب الشعب. محبطًا من مقاومة الحرس القديم، شرع غورباتشوف في مجموعة من التغييرات الدستورية لمحاولة فصل الحزب عن الدولة، وبالتالي عزل خصومه المحافظين في حزبه. نُشرت المقترحات التفصيلية لمجلس نواب الشعب الجديد في 2 أكتوبر 1988، ولتمكين إنشاء المجلس التشريعي الجديد. قام مجلس السوفيات الأعلى، خلال دورته 29 نوفمبر - 1 ديسمبر 1988، بتنفيذ تعديلات على الدستور السوفيتي لعام 1977، وسن قانونًا بشأن الإصلاح الانتخابي، وحدد موعد الانتخابات في 26 مارس 1989.
في 29 نوفمبر 1988، توقف الاتحاد السوفيتي عن التشويش على جميع المحطات الإذاعية الأجنبية، ما سمح للمواطنين السوفييت - لأول مرة منذ فترة وجيزة في الستينيات - بالوصول غير المقيد إلى مصادر الأخبار الخارجة عن سيطرة الحزب الشيوعي.

#### جمهوريات البلطيق
بين عامي 1986 و1987، كانت لاتفيا في طليعة الدول التي طالبت بالإصلاح. في عام 1988، تولت إستونيا الدور القيادي بتأسيس أول جبهة شعبية في الاتحاد السوفيتي وبدأت في التأثير على سياسة الدولة.
تأسست الجبهة الشعبية الإستونية في أبريل 1988. في 16 يونيو 1988، حل غورباتشوف محل كارل فاينو، زعيم الحرس القديم للحزب الشيوعي الإستوني، مع فاينو فالياس الليبرالي. في أواخر يونيو 1988، رضخ فالخاس لضغوط الجبهة الشعبية الإستونية وأضفى الشرعية على علم إستونيا القديم ذي اللون الأزرق والأسود والأبيض، ووافق على قانون لغة الدولة الجديد الذي جعل الإستونية اللغة الرسمية للجمهورية.
في 2 أكتوبر، أطلقت الجبهة الشعبية برنامجها السياسي في مؤتمر استمر يومين. حضر فالخاس، معتقدًا بأن الجبهة يمكن أن تساعد إستونيا على أن تصبح نموذجًا للإحياء الاقتصادي والسياسي، مع اعتدال الميول الانفصالية والراديكالية الأخرى. في 16 نوفمبر 1988، تبنى مجلس السوفيات الأعلى لجمهورية إستونيا الاشتراكية السوفيتية إعلان السيادة الوطنية الذي بموجبه يكون للقوانين الإستونية الأسبقية على قوانين الاتحاد السوفيتي. كما طالب برلمان إستونيا أيضًا بالموارد الطبيعية للجمهورية بما في ذلك الأراضي والمياه الداخلية والغابات والرواسب المعدنية ووسائل الإنتاج الصناعي والزراعة والبناء والبنوك الحكومية والنقل والخدمات البلدية داخل حدود إستونيا. في الوقت نفسه، بدأت لجان المواطنين الإستونيين في تسجيل مواطني جمهورية إستونيا لإجراء انتخابات الكونغرس.
تأسست الجبهة الشعبية لليتوانيا، في مايو 1988. في 19 أكتوبر 1988، استبدل غورباتشوف رينغوداس سونغيلا، زعيم الحرس القديم للحزب الشيوعي الليتواني، بحزب الغيرداس ميكولاس الليبرالي. في أكتوبر 1988، رُفع العلم التاريخي الأصفر والأخضر والأحمر لليتوانيا المستقلة، وفي نوفمبر 1988 أصدر قانونًا يجعل الليتوانية اللغة الرسمية للبلاد وأعيد النشيد الوطني السابق لاحقًا.

#### التمرد في القوقاز
في 20 فبراير 1988، بعد أسبوع من المظاهرات المتزايدة في ستيباناكيرت، عاصمة إقليم ناغورنو كاراباخ المتمتع بالحكم الذاتي (منطقة ذات الأغلبية الأرمينية داخل جمهورية أذربيجان الاشتراكية السوفيتية)، صوّت الاتحاد السوفيتي الإقليمي للانفصال والانضمام إلى الجمهورية الاشتراكية السوفيتية. احتل هذا التصويت المحلي في جزء صغير بعيد من الاتحاد السوفيتي عناوين الصحف في جميع أنحاء العام؛ كان تحديًا غير مسبوق للسلطات الجمهورية والوطنية.  في 22 فبراير 1988، سار آلاف الأذربيجانيين نحو ناغورنو كاراباخ، مطالبين بمعلومات عن شائعات عن مقتل أذربيجاني في ستيباناكيرت. وأُبلغوهم بعدم وقوع أي حادث من هذا القبيل، لكنهم رفضوا تصديق ذلك. بدأ الآلاف في مسيرة نحو ناغورنو كاراباخ. حشدت سلطات كاراباخ أكثر من ألف شرطي لوقف المظاهرة، وأسفرت الاشتباكات عن مقتل اثنين من الأذربيجانيين. وأدت هذه الوفيات، التي أُعلن عنها في الإذاعة الحكومية، إلى مذبحة سومغايت.  بين 26 فبراير و1 مارس، شهدت مدينة سومغيت (أذربيجان) أعمال شغب عنيفة ضد الأرمن قُتل خلالها 32 شخصًا على الأقل. فقدت السلطات سيطرتها بالكامل واحتلت المدينة بالمظليين والدبابات. فرّ جميع السكان الأرمن البالغ عددهم 14000 نسمة تقريبًا.
رفض غورباتشوف إجراء أي تغييرات على وضع ناغورنو كاراباخ، التي ظلت جزءًا من أذربيجان. وبدلًا من ذلك أقال قادة الحزب الشيوعي في الجمهوريتين - في 21 مايو 1988، استُبدل كمران باغيروف بعبد الرحمن فيزيروف كسكرتير أول للحزب الشيوعي الأذربيجاني. في الفترة من 23 يوليو إلى سبتمبر 1988، بدأت مجموعة من المثقفين الأذربيجانيين العمل في منظمة جديدة تسمى الجبهة الشعبية لأذربيجان، والتي اعتمدت على الجبهة الشعبية الإستونية. في 17 سبتمبر، عندما اندلعت معارك بالأسلحة النارية بين الأرمن والأذربيجانيين بالقرب من ستيباناكيرت، قُتل جنديان وأصيب أكثر من عشرين بجروح. أدى ذلك إلى استقطاب عرقي متبادل في بلدتين رئيسيتين في ناغورنو كاراباخ: طُردت الأقلية الأذربيجانية من ستيباناكيرت، وطُردت الأقلية الأرمنية من شوشا. في 17 نوفمبر 1988، ردًا على نزوح عشرات الآلاف من الأذربيجانيين من أرمينيا، بدأت سلسلة من المظاهرات الجماهيرية في ميدان لينين في باكو، استمرت 18 يومًا وجذبت نصف مليون متظاهر. في 5 ديسمبر 1988، تحركت الميليشيات السوفيتية، وطهرت الميدان بالقوة، وفرضت حظر تجول استمر عشرة أشهر.
اجتذبت المظاهرات اليومية، التي بدأت في العاصمة الأرمينية يريفان في 18 فبراير، القليل من الناس في البداية، ولكن قضية ناغورنو كاراباخ أصبحت بارزة وبدأت الأعداد بالازدياد. في 20 فبراير، تظاهر حشد من 30000 شخص في ساحة المسرح، بحلول 22 فبراير، كان هناك 100000 شخص، وفي اليوم التالي 300000، وأعلن إضراب النقل، بحلول 25 فبراير، كان هناك تقريبًا مليون متظاهر - أكثر من ربع سكان أرمينيا. كانت هذه أول مظاهرات عامة سلمية كبيرة من شأنها أن تصبح سمة من سمات الإطاحة بالشيوعية في براغ وبرلين وفي نهاية المطاف في موسكو. شكل كبار المفكرين والقوميين الأرمن بمن فيهم الرئيس الأول المستقبلي لأرمينيا المستقلة ليفون تير بتروسيان، لجنة كاراباخ المكونة من أحد عشر عضوًا لقيادة وتنظيم الحركة الجديدة.
في 7 ديسمبر 1988، ضرب زلزال سبيتاك ما يقدر بنحو 25000 إلى 50000 شخص.  عندما هرع غورباتشوف للعودة من زيارة للولايات المتحدة، كان غاضبًا جدًا من مواجهته من قبل المتظاهرين الذين طالبوا بجعل ناغورنو كاراباخ جزءًا من جمهورية أرمينيا خلال كارثة طبيعية في 11 ديسمبر 1988 أمر بأن يتم القبض على لجنة كاراباخ بأكملها.
في تبليسي، عاصمة جورجيا السوفيتية، خرج العديد من المتظاهرين أمام المجلس التشريعي للجمهورية في نوفمبر 1988، مطالبين باستقلال جورجيا ودعم إعلان إستونيا للسيادة.

## الدول الناتجة عن التفكك
تفكك الاتحاد السوفيتي إلى 15 دولة مستقلة في 19 أغسطس 1991 وهي:

### جمهوريات السلاف
- بيلاروس
- روسيا
- أوكرانيا

### جمهوريات البلطيق
- إستونيا
- لاتفيا
- ليتوانيا

### جمهوريات الأتراك
- كازاخستان
- قرغيزستان
- تركمانستان
- أوزبكستان
- أذربيجان

### جمهوريات القوقاز
- أرمينيا
- أذربيجان
- جورجيا

### جمهوريات أخرى
- مولدوفا (رومانية)
- طاجيكستان

## معرض الصور
| |                                                                 |                                                                   |
| حاجز لمنع القوات السوفيتية من المرور أثناء بعض الاضطرابات في لاتفيا، ألتقطت الصورة يوم 27 يوليو 1991م | الثورة البيلاروسية ضد الاتحاد السوفيتي، ألتقطت الصورة سنة 1989م | التوقيع على وثيقة استقلال أوكرانيا عن الاتحاد السوفيتي عام 1991م. |